# Korpusomat
Korpusomat – narzędzie służące do tworzenia i przeszukiwania elektronicznych korpusów językowych, powstałe w Instytucie Podstaw Informatyki Polskiej Akademii Nauk.
Korpusomat należy do grupy narzędzi korpusowych czwartej generacji. Jest aplikacją webową, co eliminuje konieczność przechowywania zbiorów danych na własnym komputerze. Tworzenie korpusu odbywa się albo poprzez dodanie plików tekstowych z lokalnego dysku (w dowolnym języku i formacie), albo przez wskazanie stron internetowych, z których teksty mają zostać pobrane automatycznie. Następnie, korpus jest znakowany automatycznie na kilku poziomach: fleksyjnym, rozpoznawania jednostek nazewniczych (np. nazw geograficznych czy osób) i częściowej informacji składniowej (która umożliwia też wizualizację drzew zależnościowych). Gotowy korpus można edytować, współdzielić z innymi użytkownikami i przeszukiwać. Dostępny jest też szereg funkcji oferujących podsumowania statystyczne zgromadzonych tekstów.